# Salmon P. Chase
Pour les articles homonymes, voir Chase.
Salmon Portland Chase (13 janvier 1808 - 7 mai 1873) est un homme politique et juriste américain à l'époque de la guerre de Sécession. Il fut sénateur des États-Unis pour l'État de l'Ohio puis gouverneur de cet État, secrétaire au Trésor du président Abraham Lincoln et, jusqu'à sa mort, président de la Cour suprême des États-Unis. C'est un abolitionniste convaincu. 

## Biographie

### Jeunesse et formation
Salmon,est né à Cornish dans le New Hampshire, c'est le huitième des onze enfants d'une famille installée dans la région de la Nouvelle-Angleterre depuis les années 1600. Après ses études secondaires, il est admis successivement au Cincinnati College puis au Dartmouth College. Après avoir fait des études de droit, sous la direction du procureur général des États-Unis William Wirt, il réussit l'examen d'inscription au barreau et va exercer en tant qu'avocat à Cincinnati

### Carrière
Il se fait connaitre pour ses positions abolitionnistes. Ses positions anti-esclavagistes le conduisent à des prises de positions politiques.
En 1848, il est élu pour représenter l'Ohio au Sénat américain.
En 1855, Chase est élu gouverneur de l'Ohio et réélu en 1857.
En 1861, il est à nouveau réélu au Sénat mais il quitte son siège car Abraham Lincoln le nomme secrétaire au Trésor des États-Unis.
Pendant la guerre de Sécession, en tant que secrétaire au Trésor, Salmon Portland Chase devient le « grand argentier » de l'Union, il met en place un système bancaire national et d'émission de papier-monnaie, fournissant ainsi une monnaie nationale permanente, uniforme et stable. Chase établit la première monnaie fédérale américaine, les premiers billets d'un dollar sont émis en 1862.
Il a travaillé avec la banque d'investissement la Jay Cooke & Company pour gérer avec succès la vente de 500 millions de dollars d'obligations de guerre du gouvernement.
Il figure sur les billets de 10 000 dollars émis en 1934. 
Il est président de la Cour suprême lors de la procédure d'impeachment intenté contre le Président Andrew Johnson en 1868.

### Vie privée
En 1834, il épouse Catherine Garniss qui décède en 1835.
En 1839, il épouse Eliza Smith qui décède en 1845, de leur union naissent trois enfants.
En 1846, il épouse Sarah Bella Dunlap Ludlow qui décède en 1852.
Salmon P. Chase repose au Spring Grove Cemetery (en) de Cincinnati aux côtés de ses épouses

### Archives
Les archives de Salmon Portland Chase sont déposées et consultables sur les sites de l'université d'État de Kent et de la Bibliothèque du Congrès.